# Управление политической безопасности
Управление политической безопасности (араб. شعبة الأمن السياسي‎) — одна из спецслужб разведывательного сообщества Сирийской Арабской Республики. В её компетенцию входит выявление организованной политической деятельности, направленной против интересов действующей власти, включая наблюдение и надзор за диссидентами, а также за деятельностью иностранцев, находящихся в стране, и их контактами с местными жителями. Также осуществляет контроль за печатными изданиями и содержанием аудио-видео продукции. В 2012—2015 годах управление возглавлял Рустум Газа́ли, суннит по вероисповеданию.

## Руководители Управления политической безопасности
- Ахмад Саид Салих (? — 1987)[4]
- Аднан Бадр Хассан (1987—2002)[4][5]
- Гази Канаан (2002—2004)[6]
- Мухаммад Мансура (2004—2009)[7]
- Мухаммад Диб Зайтаун (2009 — июль 2012)[8][9]
- Рустум Газа́ли (июль 2012 — апрель 2015)[3].